# Лабораторія «Корсак»
Лабораторія «Корсак» (повна назва — Лабораторія екології тварин та біогеографії) — науковий центр, що займається питаннями дослідження поширення, екології, історичних змін та питань охорони фауни сходу України.

## Загальна довідка
Лабораторія «Корсак» є підрозділом Луганського національного університету імені Тараса Шевченка. Лабораторія створена 28 вересня 2006 року при Факультеті природничих наук ЛНУ і об'єднує науковців, викладачів і аспірантів кафедр садово-паркового господарства та екології, біології, Зоологічного музею ЛНУ та біостанції Ново-Іллєнко.
Асоційованими членами лабораторії є науковці Луганського природного заповідника НАН України, Національного науково-природничого музею НАН України, Східноукраїнського національного університету ім. В. Даля, а також низки інших установ і організацій (Луганська обласна СЕС, Державне управління екології в Луганській області та ін.).

## Дослідження раритетної фауни

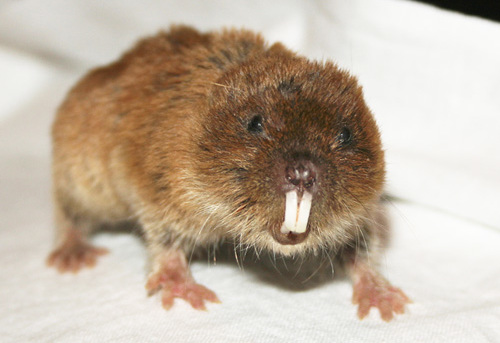
Сліпачок степовий (Ellobius talpinus) — рідкісний вид степових звірів, один з об'єктів дослідження Лабораторії (фото Михайла Колеснікова)

Значне місце в діяльності лабораторії посідає тема вивчення раритетної фауни. Протягом 2007–2010 років Лабораторія виконувала науково-дослідний проект «Раритетна фауна сходу України».
На основі розробок Лабораторії 2007 року впорядковано перший регіональний червоний список сходу України: «Список видів хребетних тварин, що підлягають особливій охороні на території Луганської області», поновлений 2010 року.
Протягом 2013 року силами Лабораторії спільно з ГО «Екоклуб Луганщини» виконувався проект «Поширення обізнаності населення щодо захисту раритетних видів тварин та їх моніторинг в Луганській області». За його підсумками підготовлено декілька відеоматеріалів, випущено буклети та спеціальні випуски газети «Екодень». Головним підсумком стала підготовка і видання монографії «Раритетна фауна Луганщини: хребетні першочергової уваги» (2014 рік).

## Поточні дослідження
[[Файл:East-mam-fig40-hotspot.jpg|міні|праворуч|Місця концентрації рідкісних видів тварин (на прикладі ссавців з Червоної книги України)
Основною тематикою досліджень лабораторії є моніторинг складу фауни, особливостей поширення і оцінок стану популяцій раритетних видів, аналіз динаміки складу адвентивної частини фауни.
Два члени лабораторії є аспірантами ННПМ НАН України за тематикою актуальних досліджень фауни регіону:
- тема «Трофічні звʼязки сов та дрібних ссавців в умовах Південного Сходу України»
- тема «Поширення і морфологічна мінливість сліпаків (Spalacidae) лівобережної України та їх взаємини з близькими видами ссавців-землериїв».

Лабораторія веде дослідження за кількома постійно діючими напрямками (всі у співпраці з Державним управлінням екології в Луганській області, Луганським заповідником та Східноукраїнським університетом):
- «Регіональна екомережа Луганської області»
- «Раритетна фауна сходу України»
- «Адвентивні види тварин сходу України»

Серед останніх розробок лабораторії — Програма моніторингу рідкісних та зникаючих видів рослин і тварин на території Луганщини. Програма запропонована як типова для інших областей України.
Лабораторія веде упродовж багатьох років регулярні стаціонарні дослідження фауни на біостанції Ново-Ільєнко, яка розташована безпосередньо біля території заказника «Деркульський» та недалеко від заказника «Шарів Кут». Зокрема, звідси описано новий для науки вид ссавців Eptesicus lobatus Zag., 2009.

## Персоналії

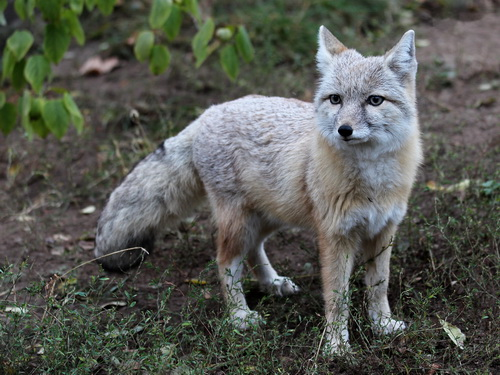
Корсак — лис степовий (Vulpes corsac)

У передісторії лабораторії значну роль в розвитку досліджень екології тварин відіграли співробітники університету і дослідники фауни сходу України Валерій Денщик, Віталій Вєтров та Олександр Кондратенко. Олександр Кондратенко як учень, колега і послідовник двох перших названих науковців започаткував 2003 року при природничо-географічному факультеті ЛНУ еколого-туристичний клуб Корсак.
2006 року, після закінчення навчання в магістратурі ядра клубу, екоклуб «Корсак» було реорганізовано в лабораторію, за якою залишено назву «Корсак». Ця назва є зоонімом, що позначає один з найрідкісніших видів ссавців фауни України — лиса степового, або корсака (Vulpes corsac).
Лабораторією на громадських засадах керує доцент кафедри екології ЛНУ, зоолог, старший науковий співробітник Ігор Загороднюк. Серед найактивніших дослідників лабораторії — Михайло Колесніков (дослідження хижих ссавців), Марина Коробченко (дослідження ссавців-землериїв), Сергій Литвиненко (дослідження біляводних птахів), Галина Євтушенко (дослідження адвентивних видів), Сергій Заїка (дослідження екології сов і об'єктів їх живлення).

## Інтернет-ресурси лабораторії та конференції
Діяальність лабораторії відображена у матеріалах, розміщених на двох спеціалізованих вебресурсах:
- сайті «Екологія та охорона природи на сході України» (8 розділів, у тому числі еколабораторія, екоклуб Corsac, проекти, презентації, наші конференції, публікації, персоналії, фотогалерея);
- форумі «Форум CORSAC: зоологія, екологія і охорона природи Донбасу [Архівовано 6 березня 2016 у Wayback Machine.]» (12 розділів, у тому числі екологічна і зоологічна освіта, червона книга і раритетна фауна, цікаві знахідки і явища у природі, полювання, мисливство, риболовля, заповідний фонд Донбасу).

## Конференції

Емблема конференції
«Динаміка біорізноманіття 2012»

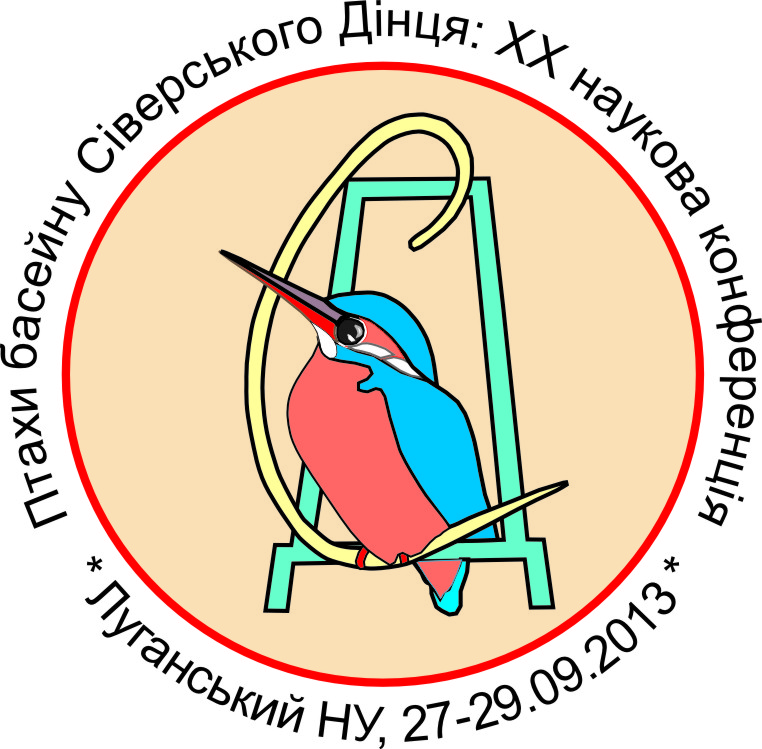
Емблема ювілейної XX конференції «Дослідження птахів басейну Сіверського Дінця» (2013 рік)

Лабораторією (до її утворення — однойменним екоклубом) організовано кілька наукових конференцій, у тому числі з широким залученням колег з інших регіонів України:
- XII Теріологічна школа-семінар (2005 рік)[5];

- Птахи басейну Сіверського Дінця та їх охорона (XIII — 2005 року, XVII — 2010 року[6] та XX — 2013 року[7]);

- «Динаміка біорізноманіття» (2012 рік, започатковано як цикл конференцій, пройшла 19-21.04.2012 р.)[8];

- «День Зоологічного музею» започатковано 2012 року як щорічну конференцію, що проходить щороку наприкінці листопада (організовано Першу 2012 року[9][10] та Другу 2013 року[11]);

- «Динаміка біорізноманіття 2013» — конференція, що включає дві частини: студентську конференцію «Екосистеми сходу України» та наукову конференцію «Структура та динаміка зооценозів сходу України» (25-27.04.2013)[12];

Окрім того, Лабораторія щороку бере участь у конференціях в циклі «Дні науки в ЛНУ» в секціях «біологія» та «екологія» (2007–2013);

## Видання

Палітурка книги «Раритетна фауна Луганщини: хребетні першочергової уваги» (2014)

Серед видань, які підготовлені лабораторіїю або за участі співробітників лабораторії, важливо відзначити:
- Теріофауна сходу України. Пам'яті Олександра Кондратенка [Архівовано 16 квітня 2019 у Wayback Machine.] / За ред. І. Загороднюка. — Луганськ, 2006. — 352 с. — (Праці Теріологічної Школи, Вип. 7).
- Фауна в антропогенному ландшафті [Архівовано 18 травня 2015 у Wayback Machine.] / За ред. І. Загороднюка. — Луганськ, 2006. — 245 с. — (Праці Теріологічної Школи, Вип. 8).
- Раритетна теріофауна та її охорона [Архівовано 18 травня 2015 у Wayback Machine.] / За ред. І. Загороднюка. — Луганськ, 2008. — 312 с. — (Праці Теріологічної Школи. Вип. 9).
- Фауна України: охоронні категорії. Довідник [Архівовано 4 березня 2016 у Wayback Machine.] / За ред. О. Годлевської та Г. Фесенка. — Видання друге, перероблене та доповнене. — Київ, 2010. — 80 с.
- Загороднюк І. Охорона тварин: методичний посібник для студентів спеціальностей «Екологія» та «Біологія». — Луганськ : Вид-во ДЗ «ЛНУ імені Тараса Шевченка», 2012. — 52 с.
- Динаміка біорізноманіття 2012 : зб. наук. пр. [Архівовано 24 листопада 2017 у Wayback Machine.] / Держ. закл. «Луган. нац. ун-т імені Тараса Шевченка» / За ред. І. Загороднюка. — Луганськ : Вид-во ДЗ «ЛНУ імені Тараса Шевченка», 2012. — 252 с. — ISBN 978-966-617-297-9.
- Загороднюк І., Коробченко М. Раритетна фауна Луганщини: хребетні першочергової уваги [Архівовано 1 грудня 2017 у Wayback Machine.]. — Луганськ : Вид-во «ШИКО», 2014. — 220 с. ISBN 978-966-492-282-8.

## Окремі важливі публікації
- Кондратенко О., Загороднюк І. Зональні фауністичні угруповання дрібних ссавців східної України та їх історичні зміни // Теріофауна сходу України. — Луганськ, 2006. — С. 167–173. — (Праці Теріологічної Школи, випуск 7).
- Загороднюк І., Коробченко М. Поширення та динаміка епізоотій сказу в популяціях ссавців на Луганщині [Архівовано 5 березня 2016 у Wayback Machine.] // Вісник Львівського університету. Серія біологічна. — 2007. — Вип. 45. — С. 127–138.
- Загороднюк І. В., Ємельянов І. Г. Криптичне різноманіття ссавців у Східній Європі як віддзеркалення багатоманітності проявів виду[недоступне посилання з липня 2019] // Науковий вісник Ужгородського університету. Серія Біологія, Випуск 22, 2008: 166–178.
- Загороднюк І. Раритетна фауна та критерії раритетності видів [Архівовано 3 квітня 2018 у Wayback Machine.] // Раритетна теріофауна та її охорона. Луганськ, 2008 (Праці Теріологічної школи. Випуск 9. С. 7-20).
- Загороднюк І., Коробченко М. Раритетна теріофауна східної України: її склад і поширення рідкісних видів [Архівовано 28 липня 2019 у Wayback Machine.] // Раритетна теріофауна та її охорона. — Луганськ, 2008. — С. 107–156. — (Праці Теріологічної школи, випуск 9).
- Загороднюк І. В. Індикатори біорізноманіття степових екосистем як критерій цінності природних ядер[недоступне посилання з липня 2019] // Екологічні аспекти Луганщини в контексті сталого розвитку (Щорічна збірка наукових праць). — Луганськ: Вид-во ЛНАУ, 2009. — С. 120–125.
- Коробченко М., Загороднюк І. Таксономія та рівні диференціації сліпаків (Spalacidae) фауни України і суміжних країн[недоступне посилання з липня 2019] // Науковий вісник Ужгородського університету. Серія Біологія, Випуск 26, 2009: 13-26.
- Коробченко М. А., Загороднюк І. В., Ємельянов І. Г. Підземні гризуни як життєва форма ссавців [Архівовано 29 жовтня 2013 у Wayback Machine.] // Вісник Національного науково-природничого музею. — Київ, 2010. — Том 8. — С. 5-32.
- Загороднюк І. В. Ссавці північного сходу України: зміни фауни та знань про її склад від огляду О. Черная (1853) до сьогодення. Повідомлення 1 [Архівовано 7 січня 2018 у Wayback Machine.] // Вісник Національного науково-природничого музею. — Київ, 2008–2009. — Вип. 6-7. — С. 172–213. Повідомлення 2 [Архівовано 7 січня 2018 у Wayback Machine.] // Вісник Національного науково-природничого музею. — Київ, 2010. — Том 8. — С. 33-60.